# はりもぐハーリー
『はりもぐハーリー』（英題：Harley Spiny）は、1996年8月5日から1997年6月27日までNHK教育テレビにて放送された『母と子のテレビタイム』（1990年 - 1999年）内の10分アニメである。2004年4月5日から2005年4月1日まで『あつまれ!わんパーク』（1999年 - 2010年）にて再放送。2010年12月6日から2013年10月31日まで『NHK番組コレクション』にて配信（第1話から第26話のみ）。
NHKオリジナルアニメの第2作目（帯枠作品としては第1作目）である。

## ストーリー
世界のどこかにある「どうぶつ村」。そこに暮らすハリモグラの男の子、ハーリーは、元気いっぱいのいたずらっ子。クラスメートのリス子、タクヤ、アゲゾーとガブリーヌと、毎日楽しくおおさわぎ!
まわりの大人たちも、肝っ玉母さんや教育ママ、職人気質の父ちゃん、小心者の先生など、ユニークな面々ばかり。学校での生活、子供たちの冒険、親子のふれ合いなどなど、身近なテーマの物語がくりひろげられる。

## 登場人物
ハーリー
声 - 日髙のり子
本作の主人公。元気で好奇心旺盛なハリモグラの少年。一人称は「僕」。夢は人間に会うことだが、あともう少しのところでいつも失敗している。よく螻蛄のケラ助と追い駆けっこしている。タクヤから「ハリ山モグ夫」と呼ばれると怒る。本気で怒ったときは針が立って「ハリャリンパ!」という突撃技を繰り出し、その威力は誰にも止められないほど強烈な技。
リス子
声 - 岩男潤子
シマリスの少女。一人称は「リス子」。とても礼儀正しくハーリーやアゲゾーに一目置かれる存在だが、かなり泣き虫な性格。あまりにも涙の量が多いので、周辺が水溜りになることがある。医者である両親の影響もあり、植物の命を大切にしたり弱い者にも分け隔てなく接する優しい一面も持ちあわせている。赤パンダから想いを寄せられている。「ビェェ〜」が口癖。
タクヤ
声 - 西村朋紘
マンドリルの少年。一人称は「わし」。関西弁で喋る。ハーリーとたまに喧嘩する。マザコンであり、母が放任主義で家にあまりいないこともあって、淋しがり屋。褒められると照れ隠しに暴れる上に下品な行動も少なからずある。一度性格が変わったこともある。
アゲゾー
声 - 桜井敏治
インドゾウの少年。一人称は「僕」。とてもまったりしていて、いつも鼾をかきながら寝ている。基本的には暢気だが力持ちであり、鼻息でどんな物でもふっ飛ばしてしまう。語尾に「〜ゾゥ」をつけて話す。
ガブリーヌ
声 - 芝原チヤコ
ワニの少女。基本的には何事にも動じないが超食いしん坊。食べ物が目の前にあると性格は豹変し、食べ物はおろか机や皿なども食べてしまう。しかし、さすがにハーリーの父の大工道具だけは吐き出してしまった。
ハーリーの父
声 - 堀内賢雄
第2話から登場。職業は大工。ひげが濃くいつもズボンに手を入れている。パンツはハート柄でのんきな性格である。とても鼾がうるさい。
ハーリーの母
声 - 藤本かをる
第2話から登場。料理上手だが、怒ると非常に怖い。しかし、根は優しい性格で敵の赤パンダにも優しく接したことも。
タクヤの母
声 - 木藤聡子
第5話から登場。夫は登場していない。いつも遊びに行くヤンキーママだが、タクヤのことは大事に思っている。綺麗なものを嫌う。子供の教育方針の違いなどから、ガブリーヌの母と対立している。
アゲゾーの父
声 - 小杉十郎太
第11話から登場。家族同様、いつも寝ている。恐らく家庭の中で一番鼾がうるさい。
アゲゾーの母
声 - 菊地祥子
第5話から登場。まったりとした言葉で話し保護者の集まり会でも寝てしまう。
リス子の父
声 - 原田一夫
第3話から登場。医者。医者でありながら治療に失敗することもしばしば。常にプラス思考で前向きの性格。
リス子の母
声 - 小田木美恵
第3話から登場。看護婦。ハーリーの母と同様で料理が上手。
ガブリーヌの母
声 - 吉田理保子
第2話から登場。ザマス口調で話す。娘のダイエットにクラス全員をつき合わせるなど、モンスターペアレントのような一面を持つ。
カメレオン先生
声 - 堀内賢雄
先生。都合が悪くなったり、ごまかしたりすると体が透明になる。「クワッ!」が口癖。
シーラカンス校長
声 - 石森達幸
校長先生で「ばっかもーん!」と「なっとらーん!」が口癖。
ジョニー
声 - 原田一夫
第7話から登場。ダチョウのタクシー屋。一応タクシー屋だがそそっかしく、客が乗る前に発車したりしている。
ケラ助
声 - 木藤聡子
オスのケラ。ハーリーをいつもからかっている。言葉は「ケラ」としか喋れない。
うんぴ
タクヤの糞。
ピー
声 - 木藤聡子
第9話でのみ登場。黒いアヒルの赤ん坊。
ももさん
声 - 小杉十郎太
日系アメリカ人のザリガニ。海岸近くにある村のなんでも屋さんの店主。川から流れていく人間のごみなどを拾い研究し解読するが間違ってばかり（例、長靴→帽子、蛇口→笛）。
ケラ子
声 - 小田木美恵
第77話から登場。メスのケラ。ケラ助と同じ言葉は「ケラ」としか喋れない。
メダカの先生
声 - 小田木美恵
第2期第10話（第90話）でのみ登場。
パンダ兄弟
声 - 高木渉（黒パンダ）、深雪さなえ（赤パンダ）
第2期第11話（第91話）から登場する敵キャラクター。いつもふたりで登場し、「仲良しパンダ兄弟」と名乗って世界征服を計画する。ハーリーたちからは「極悪パンダ兄弟」と呼ばれているが、やることは悪戯に近い。毎回悪巧みをするが、ハーリーに撃退される。実際のパンダとは配色が逆になっているが、実は本物のパンダではなく、目出し帽とシャツを着たホッキョクグマで、シャツはリバーシブルで色違いになる。一見すると悪人だが、子供っぽい所もある。最終話では村人全員の怒りで兄弟は流刑にされるが、新天地を見つけた。
ムクくん
「はりもぐハーリー はりもぐ大作戦」でのみ登場。イヌ。アニメ未登場。

## スタッフ
- 原作、キャラクター原案 - 村上たかし
- シリーズ構成 - 中村修
- 総作画監督 - 新谷憲
- 美術監督 - 坂本信人
- 撮影監督 - 森下成一
- 音楽 - 山本健司
- 音響監督 - 山田智明
- アニメーション制作 - イメージ・ケイ、スタジオジュニオ
- 監督 - 神戸守（第1期）→佐山聖子（第2期）
- プロデューサー - 後藤克彦、八木雪子（第2期）
- 制作統括 - 大路幹生、佐藤公則
- 色彩設定 - 完甘幸隆→大野嘉代子
- 撮影 - 鎌田克明、青木孝司、鳥越一志、杉山幸夫、谷口直之、小宮美津恵
- 編集 - 瀬山武司
- 効果 - 糸川幸良
- タイトル - 牧正宏（マキ・プロ）
- 共同制作 - NHKエンタープライズ21
- 制作 - NHK

## 主題歌
オープニングテーマ「GO AHEAD」
作詞 - 森本公紀 / 作曲・編曲 - 山戸繁和 / 歌 - CRIPTON
エンディングテーマ「ダリア」
作詞・作曲 - 大沢奈央子 / 編曲 - 山戸繁和 / 歌 - CRIPTON

### 挿入歌
「HARYARIN POWER」
作詞 - 佐藤ありす / 作曲・編曲 - 山本健司 / 歌 - 日髙のり子
「わたしが、いちばんや!」（第1期第78話）
作詞 - 寺島想 / 作曲・編曲 - 山本健司 / 歌 - 西村朋紘（第1期第78話では西村朋紘と木藤聡子のデュエット）
「もみじ」（1911年）（第1期第78話）
歌 - 岩男潤子、原田一夫、小田木美恵
「あげぞーさん」（「ぞうさん」〈1952年〉のパロディ）（第1期第78話）
歌 - 桜井敏治、小杉十郎太、菊地祥子
「森のくまさん」（1972年）（第1期第78話）
歌 - 日高のり子、堀内賢雄、藤本かをる
「おもちゃのチャチャチャ」（1959年）（第1期第78話）
歌 - 日高のり子、岩男潤子、西村朋紘、桜井敏治、芝原チヤコ
「ぼくらは○△□ぼ…」
作詞 - 友利歩未 / 作曲・編曲 - 山本健司 / 歌 - 日高のり子、岩男潤子、西村朋紘、桜井敏治、芝原チヤコ
第1期第80話ではインストゥルメンタル版が使用された。

## 各話リスト
タイトルコールは日高のり子、岩男潤子、西村朋紘、桜井敏治、芝原チヤコが交代で担当。

### 第1期
| 話数 | サブタイトル                  | 脚本       | 絵コンテ         | 演出       | 作画監督       | タイトルコール    | 放送日        | 視聴率 | 収録VHS                             |
| ---- | ----------------------------- | ---------- | ---------------- | ---------- | -------------- | ----------------- | ------------- | ------ | ----------------------------------- |
| 1    | ハリャリンパだよ、ハーリーだ! | 中村修     | 神戸守           | 佐土原武之 | 今沢恵子       | 日髙のり子        | 1996年 8月5日 | 6.9%   | 第1巻 ハリャリンパだよ、ハーリーだ! |
| 2    | 消えたお弁当                  | 中村修     | 佐山聖子         | 佐土原武之 | 今沢恵子       | 芝原チヤコ        | 8月6日        | 4.4%   | 第1巻 ハリャリンパだよ、ハーリーだ! |
| 3    | 気球に乗って                  | 影山由美   | 西本由紀夫       | 西本由紀夫 | 小曽根孝夫     | 岩男潤子          | 8月7日        | 4.4%   |                                     |
| 4    | 危機いっぱつ!謎のトンネル     | 寺島想     | 西本由紀夫       | 西本由紀夫 | 岩根雅明       | 桜井敏治          | 8月8日        | 4.0%   | 第1巻 ハリャリンパだよ、ハーリーだ! |
| 5    | 教室は大さわぎ                | 植田浩二   | 西本由紀夫       | 西本由紀夫 | 中田正彦       | 西村朋紘          | 8月9日        | 6.1%   | 第1巻 ハリャリンパだよ、ハーリーだ! |
| 6    | 母ちゃんの誕生日              | 杉森美也子 | 大庭秀昭         | 大庭秀昭   | 浜田勝         | 日高のり子        | 8月12日       | 5.5%   |                                     |
| 7    | なんでもショップは大はやり    | 植田浩二   | 大庭秀昭         | 大庭秀昭   | 浜田勝         | 芝原チヤコ        | 8月13日       | 3.9%   | 第2巻 なんでもショップは大はやり    |
| 8    | 王様ごっこ                    | 三井秀樹   | 大庭秀昭         | 大庭秀昭   | 浜田勝         | 西村朋紘          | 8月14日       | 3.5%   |                                     |
| 9    | ハーリーがお母さん!?          | 杉森美也子 | 大庭秀昭         | 大庭秀昭   | 浜田勝         | 岩男潤子          | 8月15日       | 3.6%   |                                     |
| 10   | 走れ!ハーリー                 | 杉森美也子 | 大庭秀昭         | 大庭秀昭   | 浜田勝         | 桜井敏治          | 8月16日       | 6.0%   | 第2巻 なんでもショップは大はやり    |
| 11   | 父ちゃんの背中のものがたり    | 植田浩二   | 奥田誠治         | 大崎正     | 進藤満尾       | 日高のり子        | 8月19日       | 4.9%   |                                     |
| 12   | 人間がやって来た!?            | 杉森美也子 | 奥田誠治         | 大崎正     | 進藤満尾       | 桜井敏治          | 8月20日       | 3.9%   |                                     |
| 13   | タクヤ 突然に                 | 杉森美也子 | 奥田誠治         | 大崎正     | 進藤満尾       | 西村朋紘          | 8月21日       | 4.6%   | 第2巻 なんでもショップは大はやり    |
| 14   | カメレオン先生の金メダル      | 寺島想     | 佐山聖子         | 佐土原武之 | 今沢恵子       | 芝原チヤコ        | 8月22日       | 6.3%   |                                     |
| 15   | キャンドル・ライトは4億本     | 植田浩二   | 佐山聖子         | 佐土原武之 | 船塚純子       | 岩男潤子          | 8月23日       | 7.6%   | 第2巻 なんでもショップは大はやり    |
| 16   | おしゃべりストップ!           | 植田浩二   | 中村憲由         | 中村憲由   | 長森佳容       | 桜井敏治          | 8月26日       | 5.6%   | 第3巻 おしゃべりストップ!           |
| 17   | 校長先生がカチンカチン        | 寺島想     | 中村憲由         | 中村憲由   | 長森佳容       | 岩男潤子          | 8月27日       | 4.3%   |                                     |
| 18   | 木の実になったハーリー        | 金巻兼一   | 佐山聖子         | 佐山聖子   | 今沢恵子       | 日高のり子        | 8月28日       | 4.9%   | 第3巻 おしゃべりストップ!           |
| 19   | ほめられたくて…               | 杉森美也子 | 佐藤卓哉         | 佐藤卓哉   | 武内啓         | 西村朋紘          | 8月29日       |        | 第3巻 おしゃべりストップ!           |
| 20   | ガブリーヌのダイエット大作戦  | 杉森美也子 | 佐藤卓哉         | 佐藤卓哉   | 荒牧園美       | 芝原チヤコ        | 8月30日       | 6.6%   | 第3巻 おしゃべりストップ!           |
| 21   | 学校が飛んでった!?            | 寺島想     | 西本由紀夫       | 西本由紀夫 | 多田康之       | 桜井敏治          | 9月2日        | 3.8%   | 第4巻 学校が飛んでった!?            |
| 22   | ツルリンパだよ、ハーリーだ!   | 杉森美也子 | 西本由紀夫       | 西本由紀夫 | 多田康之       | 日高のり子        | 9月3日        | 3.9%   |                                     |
| 23   | がんばれ!二人三脚             | 中村修     | 西本由紀夫       | 西本由紀夫 | 岩根雅明       | 岩男潤子          | 9月4日        |        | 第4巻 学校が飛んでった!?            |
| 24   | 消えたガブリーヌ              | 影山由美   | 佐山聖子         | 佐土原武之 | 新谷憲         | 芝原チヤコ        | 9月5日        | 5.1%   |                                     |
| 25   | ボクのおヘソはど〜こ?         | 杉森美也子 | 佐山聖子         | 佐土原武之 | 生田目康裕     | 西村朋紘          | 9月6日        | 3.6%   |                                     |
| 26   | かくれんぼはまかしとけ        | 植田浩二   | 大庭秀昭         | 栗本宏志   | 浜田勝         | 日高のり子        | 9月9日        | 4.9%   |                                     |
| 27   | たまご料理はいかが?           | 杉森美也子 | 大庭秀昭         | 栗本宏志   | 浜田勝         | 芝原チヤコ        | 9月10日       | 4.4%   | 第4巻 学校が飛んでった!?            |
| 28   | 星に願いを!                   | 植田浩二   | 栗本宏志         | 栗本宏志   | 浜田勝         | 岩男潤子          | 9月11日       | 3.1%   | 第5巻 星に願いを!                   |
| 29   | 校長先生のおともだち?         | 植田浩二   | 木村隆一         | 木村隆一   | 阿部航         | 桜井敏治          | 9月12日       | 2.9%   | 第4巻 学校が飛んでった!?            |
| 30   | ももさんの自慢料理            | 植田浩二   | 大関雅幸         | 大関雅幸   | 本橋秀之       | 西村朋紘          | 9月13日       | 4.8%   | 第5巻 星に願いを!                   |
| 31   | 恐怖のタッグマッチ            | 中村修     | 奥田誠治         | 日下部光雄 | 飯村一夫       | 西村朋紘          | 9月16日       | 6.0%   |                                     |
| 32   | これが人間だ?                 | 植田浩二   | 奥田誠治         | 日下部光雄 | 飯村一夫       | 日高のり子        | 9月17日       | 4.5%   |                                     |
| 33   | リス子のしあわせ物語          | 植田浩二   | 奥田誠治         | 日下部光雄 | 進藤満尾       | 岩男潤子          | 9月18日       | 4.2%   | 第5巻 星に願いを!                   |
| 34   | カメレオン先生、がんばる!     | 杉森美也子 | 佐山聖子         | 佐土原武之 | 荒牧園美       | 桜井敏治 堀内賢雄 | 9月19日       | 4.8%   | 第5巻 星に願いを!                   |
| 35   | おとまりは楽しいな            | 杉森美也子 | 佐山聖子         | 佐土原武之 | 船塚純子       | 芝原チヤコ        | 9月20日       | 6.4%   | 第6巻 おとまりは楽しいな            |
| 36   | ボクんちがいちばん            | 植田浩二   | 小高義規         | 小高義規   | 志村隆行       | 日高のり子        | 9月23日       | 3.2%   | 第6巻 おとまりは楽しいな            |
| 37   | まぼろしの宝物                | 木村直人   | 佐山聖子         | 佐山聖子   | 井坂純子       | 桜井敏治          | 9月24日       | 4.2%   |                                     |
| 38   | タクヤくんの秘密の花園!?      | 寺島想     | 佐山聖子         | 佐山聖子   | 長岡みどり     | 西村朋紘          | 9月25日       | 3.6%   | 第6巻 おとまりは楽しいな            |
| 39   | 眠れる森のガブリーヌ          | 北条千夏   | 佐藤卓哉         | 日色如夏   | 北原健雄       | 芝原チヤコ        | 9月26日       | 3.6%   |                                     |
| 40   | 幸せを呼ぶスッポン            | 寺島想     | 日色如夏         | 日色如夏   | 今沢恵子       | 岩男潤子          | 9月27日       | 4.5%   | 第6巻 おとまりは楽しいな            |
| 41   | 出た!怪物ミイラカンス         | 中村修     | 西本由紀夫       | 西本由紀夫 | 多田康之       | 西村朋紘          | 9月30日       | 5.0%   | 第7巻 出た!怪物ミイラカンス         |
| 42   | アゲゾーのしあわせ            | 杉森美也子 | 西本由紀夫       | 西本由紀夫 | 多田康之       | 桜井敏治          | 10月1日       | 4.4%   | 第7巻 出た!怪物ミイラカンス         |
| 43   | ダンディくん登場              | 植田浩二   | 西本由紀夫       | 西本由紀夫 | 岩根雅明       | 芝原チヤコ        | 10月2日       | 4.4%   | 第7巻 出た!怪物ミイラカンス         |
| 44   | ぼくたちの秘密基地            | 杉森美也子 | 佐山聖子         | 佐土原武之 | 工藤柾輝       | 日高のり子        | 10月3日       | 4.8%   | 第7巻 出た!怪物ミイラカンス         |
| 45   | かっ飛びジョニー!             | 植田浩二   | 中村憲由         | 佐土原武之 | 林一哉         | 岩男潤子          | 10月4日       | 3.8%   | 第8巻 対決!赤ちゃん大戦争           |
| 46   | のろわれたガブリーヌ          | 中村修     | 栗本宏志         | 大野和寿   | 浜田勝         | 芝原チヤコ        | 10月7日       | 4.4%   |                                     |
| 47   | 対決!赤ちゃん大戦争           | 中村修     | 井上修           | 大野和寿   | 浜田勝         | 日高のり子        | 10月8日       | 3.9%   | 第8巻 対決!赤ちゃん大戦争           |
| 48   | ねむれない夜                  | 杉森美也子 | 木村隆一         | 木村隆一   | 大坂竹志       | 桜井敏治          | 10月9日       | 3.1%   |                                     |
| 49   | ムシバ一本ケガのもと!?        | 中村修     | 大関雅幸         | 大関雅幸   | 阿部航         | 岩男潤子          | 10月10日      | 7.6%   | 第8巻 対決!赤ちゃん大戦争           |
| 50   | ダチョウが飛んだ日            | 寺島想     | 奥田誠治         | 日下部光雄 | 飯村一夫       | 西村朋紘          | 10月11日      | 3.8%   | 第9巻 うちのママがおかしいぞ!       |
| 51   | 温泉み〜っけ!                 | 寺島想     | 日下部光雄       | 日下部光雄 | 飯村一夫       | 芝原チヤコ        | 10月14日      | 4.0%   | 第8巻 対決!赤ちゃん大戦争           |
| 52   | なんでもショップのもよう替え  | 小山真弓   | 奥田誠治         | 日下部光雄 | 進藤満尾       | 日高のり子        | 10月15日      | 3.7%   |                                     |
| 53   | うちのママがおかしいぞ!       | 杉森美也子 | 佐山聖子         | 佐土原武之 | 船塚純子       | 西村朋紘          | 10月16日      | 2.8%   | 第9巻 うちのママがおかしいぞ!       |
| 54   | ジョニーさんの家庭教師        | 中村修     | 佐山聖子         | 佐山聖子   | 志村隆行       | 桜井敏治          | 10月17日      | 3.6%   |                                     |
| 55   | 虹の王国 大冒険!              | 植田浩二   | 佐山聖子         | 佐土原武之 | はしもとかつみ | 岩男潤子          | 10月18日      | 4.1%   | 第9巻 うちのママがおかしいぞ!       |
| 56   | さがし物は何ですか?           | 中村修     | 佐山聖子         | 佐山聖子   | 工藤柾輝       | 西村朋紘          | 10月21日      | 4.2%   |                                     |
| 57   | わしが先生や!                 | 杉森美也子 | 佐山聖子         | 佐土原武之 | 工藤柾輝       | 西村朋紘          | 10月22日      | 4.6%   | 第9巻 うちのママがおかしいぞ!       |
| 58   | 洞くつのご先祖さま            | 寺島想     | 小高義規         | 小高義規   | 工藤柾輝       | 岩男潤子          | 10月23日      | 3.2%   |                                     |
| 59   | 母親修行はチョー大変          | 静谷伊佐夫 | 奥田誠治         | 西本由紀夫 | 工藤柾輝       | 日高のり子        | 10月24日      | 3.8%   |                                     |
| 60   | 燃えよ!サーカス運動会         | 植田浩二   | 奥田誠治         | 北原健雄   | 北原健雄       | 芝原チヤコ        | 10月25日      | 4.1%   |                                     |
| 61   | 砂漠の中の落とし物            | 中村修     | 西本由紀夫       | 西本由紀夫 | 岩根雅明       | 桜井敏治          | 10月28日      | 5.5%   |                                     |
| 62   | キャンプ場は大さわぎ          | 小山真弓   | 西本由紀夫       | 西本由紀夫 | 多田康之       | 芝原チヤコ        | 10月29日      | 3.4%   |                                     |
| 63   | モンスターを倒せ!             | 植田浩二   | 西本由紀夫       | 西本由紀夫 | 多田康之       | 岩男潤子          | 10月30日      | 2.8%   | 第10巻 モンスターを倒せ!            |
| 64   | カメレオン先生のオバケ退治    | 植田浩二   | 木村隆一         | 木村隆一   | 工藤柾輝       | 桜井敏治          | 10月31日      | 4.1%   | 第10巻 モンスターを倒せ!            |
| 65   | 伝説のドラゴン                | 寺島想     | 佐山聖子         | 佐土原武之 | 工藤柾輝       | 日高のり子        | 11月1日       | 5.2%   | 第10巻 モンスターを倒せ!            |
| 66   | ももさんの大発明              | 植田浩二   | ワタナベシンイチ | 大野和寿   | 浜田勝         | 芝原チヤコ        | 11月4日       | 6.1%   | 第10巻 モンスターを倒せ!            |
| 67   | 満月の夜に…                   | 寺島想     | ワタナベシンイチ | 大野和寿   | 浜田勝         | 岩男潤子          | 11月5日       | 4.5%   | 第11巻 満月の夜に…                  |
| 68   | 釣りは最高!                   | 中村修     | 大野和寿         | 大野和寿   | 浜田勝         | 西村朋紘          | 11月6日       | 2.6%   |                                     |
| 69   | 不思議な実はどんな味?         | 杉森美也子 | 日下部光雄       | 日下部光雄 | 飯村一夫       | 芝原チヤコ        | 11月7日       | 4.6%   |                                     |
| 70   | めざせ探検家!                 | 植田浩二   | 大関雅幸         | 大関雅幸   | 鈴木欽一郎     | 日高のり子        | 11月8日       | 4.4%   | 第11巻 満月の夜に…                  |
| 71   | 立派な男になったるで!         | 寺島想     | 奥田誠治         | 日下部光雄 | 飯村一夫       | 西村朋紘          | 11月11日      | 4.7%   |                                     |
| 72   | ラブレターを取り返せ          | 小山真弓   | 日下部光雄       | 日下部光雄 | 進藤満尾       | 日高のり子        | 11月12日      | 5.0%   |                                     |
| 73   | アリ踏んじゃった!             | 中村修     | 佐山聖子         | 西本由紀夫 | 船塚純子       | 岩男潤子          | 11月13日      | 4.6%   | 第11巻 満月の夜に…                  |
| 74   | ガマンくらべはほどほどに      | 植田浩二   | 佐山聖子         | 佐土原武之 | 森一哉         | 桜井敏治          | 11月14日      | 5.4%   |                                     |
| 75   | バザーで大パニック            | 杉森美也子 | 小高義規         | 小高義規   | 金子易由       | 西村朋紘          | 11月15日      | 4.7%   | 第11巻 満月の夜に…                  |
| 76   | カメレオン先生の家庭訪問      | 寺島想     | 大野和寿         | 大野和寿   | 浜田勝         | 桜井敏治 堀内賢雄 | 11月18日      | 4.2%   |                                     |
| 77   | リス子は名探偵                | 植田浩二   | 佐山聖子         | 佐山聖子   | 浅沼昭弘       | 岩男潤子          | 11月19日      | 3.9%   | 第12巻 リス子は名探偵               |
| 78   | みんなでシャシャシャーッ      | 中村修     | 佐山聖子         | 佐山聖子   | 浅沼昭弘       | 芝原チヤコ        | 11月20日      | 3.8%   | 第12巻 リス子は名探偵               |
| 79   | さよなら校長先生              | 寺島想     | 佐山聖子         | 佐土原武之 | 工藤柾輝       | 桜井敏治          | 11月21日      | 3.6%   | 第12巻 リス子は名探偵               |
| 80   | 夢は風に乗って…               | 中村修     | 佐山聖子         | 佐山聖子   | 新谷憲         | 日高のり子        | 11月22日      | 5.0%   | 第12巻 リス子は名探偵               |

### 第2期（VHS未発売）
| 話数     | サブタイトル                 | 脚本       | 絵コンテ   | 演出       | 作画監督   | タイトルコール                 | 放送日        | 視聴率 |
| -------- | ---------------------------- | ---------- | ---------- | ---------- | ---------- | ------------------------------ | ------------- | ------ |
| 1 (81)   | 人間さん 出ておいで!         | 植田浩二   | 大野和寿   | 大野和寿   | 浜田勝     | 日髙のり子                     | 1997年 4月7日 | 5.4%   |
| 2 (82)   | ガブリーヌちゃん ペッタンコ? | 中村修     | 佐山聖子   | 佐山聖子   | 新谷憲     | 桜井敏治                       | 4月8日        | 5.4%   |
| 3 (83)   | 眠れなくなったアゲゾーくん   | 杉森美也子 | 日下部光雄 | 日下部光雄 | 飯村一夫   | 芝原チヤコ                     | 4月9日        | 5.3%   |
| 4 (84)   | バクハツ頭が大はやり         | 植田浩二   | 日下部光雄 | 日下部光雄 | 進藤満尾   | 西村朋紘                       | 4月10日       | 5.2%   |
| 5 (85)   | とんでいけ!七色タンポポ      | 杉森美也子 | 大野和寿   | 大野和寿   | 浜田勝     | 岩男潤子                       | 4月11日       | 4.8%   |
| 6 (86)   | アゲゾーくん ビロォォ〜ン!   | 中村修     | 大関雅幸   | 大関雅幸   | 大関紀子   | 日高のり子                     | 4月14日       | 6.8%   |
| 7 (87)   | がんばれ!ケラ助              | 寺島想     | 吉田正照   | 吉田正照   | 浅沼昭弘   | 桜井敏治                       | 4月15日       | 5.3%   |
| 8 (88)   | ママがいなくなっちゃった     | 杉森美也子 | 吉田正照   | 吉田正照   | 保田康治   | 芝原チヤコ                     | 4月16日       | 6.0%   |
| 9 (89)   | なかよしはケンカのもと?      | 植田浩二   | 北原健雄   | 北原健雄   | 北原健雄   | 岩男潤子                       | 4月17日       | 6.2%   |
| 10 (90)  | 屋根より高いガブリーヌ       | 植田浩二   | 島崎奈々子 | 島崎奈々子 | 布施木和伸 | 西村朋紘                       | 4月18日       | 5.7%   |
| 11 (91)  | 校長先生の困ったおみやげ     | 中村修     | 熊谷雅晃   | 熊谷雅晃   | 新谷憲     | 日高のり子                     | 4月21日       | 5.2%   |
| 12 (92)  | パンダ兄弟のなぞ             | 寺島想     | 日下部光雄 | 日下部光雄 | 岡迫亘弘   | 芝原チヤコ                     | 4月22日       | 4.7%   |
| 13 (93)  | 心にひびく森の声             | 池田眞美子 | 日下部光雄 | 熊谷雅晃   | 今沢恵子   | 岩男潤子                       | 4月23日       | 6.2%   |
| 14 (94)  | ねらわれたガブリーヌ         | 杉森美也子 | 大野和寿   | 大野和寿   | 平岡正幸   | 西村朋紘                       | 4月24日       | 4.3%   |
| 15 (95)  | パンダ兄弟はお友だち?        | 杉森美也子 | 大野和寿   | 大野和寿   | 平岡正幸   | 桜井敏治                       | 4月25日       | 4.4%   |
| 16 (96)  | 王女様は誰だ?                | 植田浩二   | 島崎奈々子 | 島崎奈々子 | 布施木和伸 | 桜井敏治                       | 4月28日       | 5.6%   |
| 17 (97)  | 屋根ドロボウを探せ           | 中村修     | 岡崎幸男   | 島崎奈々子 | 布施木和伸 | 岩男潤子                       | 4月29日       | 4.4%   |
| 18 (98)  | おかしの家はどこですか?      | 杉森美也子 | 大関雅幸   | 大関雅幸   | 増谷三郎   | 芝原チヤコ                     | 4月30日       | 5.2%   |
| 19 (99)  | ゆけゆけ!はりもぐレンジャー  | 植田浩二   | 中村憲由   | 真野玲     | 船塚純子   | 日高のり子                     | 5月1日        | 4.4%   |
| 20 (100) | 滝が消えちゃった             | 中村修     | 小高義規   | 小高義規   | 浅沼昭弘   | 西村朋紘                       | 5月2日        | 4.7%   |
| 21 (101) | ウソをつくのはいいこと?      | 植田浩二   | 奥田誠治   | 日下部光雄 | 飯村一夫   | 桜井敏治 堀内賢雄              | 5月5日        | 3.9%   |
| 22 (102) | 何でもショップ大ピンチ       | 植田浩二   | 奥田誠治   | 日下部光雄 | 進藤満尾   | 岩男潤子 小杉十郎太            | 5月6日        | 4.8%   |
| 23 (103) | 主役はいただき!              | 池田眞美子 | 矢沢則夫   | 大野和寿   | 浜田勝     | 西村朋紘                       | 5月7日        | 4.6%   |
| 24 (104) | リス子ちゃんのお弁当         | 寺島想     | 矢沢則夫   | 大野和寿   | 浜田勝     | 芝原チヤコ                     | 5月8日        | 5.2%   |
| 25 (105) | 仲なおりは大変だ!            | 杉森美也子 | 佐土原武之 | 佐土原武之 | 新谷憲     | 日高のり子                     | 5月9日        | 5.3%   |
| 26 (106) | アゲゾー兄ちゃんの子守歌     | 植田浩二   | 鈴木卓夫   | 高村彰     | 竹松一生   | 日高のり子                     | 5月12日       | 4.7%   |
| 27 (107) | 対決!パンダとタクヤ          | 池田眞美子 | 佐山聖子   | 高村彰     | 武田政夫   | 桜井敏治                       | 5月13日       | 4.6%   |
| 28 (108) | 父ちゃんになったハーリー     | 池田眞美子 | 小村敏明   | 小村敏明   | 浅沼昭弘   | 西村朋紘                       | 5月14日       | 5.8%   |
| 29 (109) | 幸せの青い鳥                 | 植田浩二   | 小高義規   | 小高義規   | 保田康治   | 芝原チヤコ                     | 5月15日       | 4.0%   |
| 30 (110) | キノコでハッピー!            | 杉森美也子 | 大関雅幸   | 大関雅幸   | 荒牧園美   | 岩男潤子                       | 5月16日       | 3.4%   |
| 31 (111) | 雪ならおまかせ!パンダ兄弟    | 杉森美也子 | 奥田誠治   | 佐土原武之 | 林一哉     | 日高のり子                     | 5月19日       | 4.8%   |
| 32 (112) | ゴミにご用心                 | 植田浩二   | 大野和寿   | 大野和寿   | 平岡正幸   | 桜井敏治                       | 5月20日       | 4.8%   |
| 33 (113) | みんなでガブリンリン         | 植田浩二   | 大野和寿   | 大野和寿   | 平岡正幸   | 芝原チヤコ                     | 5月21日       | 4.8%   |
| 34 (114) | パンダ兄弟を追い出せ         | 杉森美也子 | 奥田誠治   | 日下部光雄 | 岡迫亘弘   | 岩男潤子                       | 5月22日       | 4.9%   |
| 35 (115) | 大怪獣をやっつけろ!          | 杉森美也子 | 西本由紀夫 | 西本由紀夫 | 渡部圭祐   | 西村朋紘                       | 5月23日       | 4.3%   |
| 36 (116) | ハーリーが犯人?              | 植田浩二   | 岡崎幸男   | 岡崎幸男   | 布施木和伸 | 西村朋紘                       | 5月26日       | 6.3%   |
| 37 (117) | 母ちゃんがほしい             | 杉森美也子 | 岡崎幸男   | 岡崎幸男   | 布施木和伸 | 日高のり子                     | 5月27日       | 5.5%   |
| 38 (118) | おしゃべりガブリーヌ         | 杉森美也子 | 小村敏明   | 小村敏明   | 浅沼昭弘   | 芝原チヤコ                     | 5月28日       | 5.6%   |
| 39 (119) | マホウで勝負!                | 杉森美也子 | 真野玲     | 真野玲     | 増谷三郎   | 桜井敏治                       | 5月29日       | 5.8%   |
| 40 (120) | いなくなった兄ちゃん         | 寺島想     | 大関雅幸   | 大関雅幸   | 大関紀子   | 岩男潤子                       | 5月30日       | 4.6%   |
| 41 (121) | パンダいっぱい計画           | 寺島想     | 奥田誠治   | 日下部光雄 | 進藤満尾   | 芝原チヤコ                     | 6月2日        | 4.9%   |
| 42 (122) | 熱血!カメレオン先生          | 植田浩二   | 奥田誠治   | 日下部光雄 | 飯村一夫   | 桜井敏治 堀内賢雄              | 6月3日        | 4.3%   |
| 43 (123) | パンダ兄弟 ポワンポワン      | 池田眞美子 | 矢沢則夫   | 大野和寿   | 浜田勝     | 岩男潤子                       | 6月4日        | 5.9%   |
| 44 (124) | ガブリーヌは名ピアニスト     | 杉森美也子 | 佐土原武之 | 佐土原武之 | 船塚純子   | 西村朋紘                       | 6月5日        | 4.2%   |
| 45 (125) | 走る大どろぼう               | 池田眞美子 | 矢沢則夫   | 大野和寿   | 浜田勝     | 日高のり子 小杉十郎太          | 6月6日        | 5.1%   |
| 46 (126) | ケラ子のお家がこわれちゃう!  | 寺島想     | 高村彰     | 高村彰     | 竹松一生   | 西村朋紘 木藤聡子              | 6月9日        | 7.2%   |
| 47 (127) | リス子ちゃん 月に行く?       | 寺島想     | 鈴木卓夫   | 高村彰     | 武田政夫   | 芝原チヤコ                     | 6月10日       | 3.7%   |
| 48 (128) | つっぱりアゲゾー             | 中村修     | 大関雅幸   | 大関雅幸   | 浅沼昭弘   | 桜井敏治                       | 6月11日       | 5.6%   |
| 49 (129) | 火山がドッカーン!            | 杉森美也子 | 真野玲     | 真野玲     | 保田康治   | 岩男潤子                       | 6月12日       | 4.4%   |
| 50 (130) | お片づけはやめられない       | 池田眞美子 | 小高義規   | 小高義規   | 新谷憲     | 日高のり子                     | 6月13日       | 3.2%   |
| 51 (131) | オイラだっていばりたい       | 植田浩二   | 大野和寿   | 大野和寿   | 平岡正幸   | 岩男潤子                       | 6月16日       | 4.8%   |
| 52 (132) | 長生き薬はおいしいぞ         | 植田浩二   | 西本由紀夫 | 西本由紀夫 | 工藤柾輝   | 芝原チヤコ                     | 6月17日       | 4.7%   |
| 53 (133) | 飛んでけ!ハーリー            | 植田浩二   | 矢沢則夫   | 大野和寿   | 平岡正幸   | 西村朋紘                       | 6月18日       | 5.4%   |
| 54 (134) | オケラのケラ助どこ行った?    | 杉森美也子 | 奥田誠治   | 日下部光雄 | 岡迫亘弘   | 日高のり子 木藤聡子 小田木美恵 | 6月19日       | 4.0%   |
| 55 (135) | リス子ちゃんのボーイフレンド | 池田眞美子 | 奥田誠治   | 佐土原武之 | 荒牧園美   | 桜井敏治                       | 6月20日       | 6.5%   |
| 56 (136) | 白くまからのプレゼント       | 中村修     | 岡崎幸男   | 岡崎幸男   | 布施木和伸 | 岩男潤子                       | 6月23日       | 3.4%   |
| 57 (137) | 氷が食べたい!                | 寺島想     | 小高義規   | 小高義規   | 林一哉     | 芝原チヤコ                     | 6月24日       | 4.4%   |
| 58 (138) | パンダ兄弟のひみつ           | 中村修     | 真野玲     | 真野玲     | 増谷三郎   | 桜井敏治                       | 6月25日       | 4.2%   |
| 59 (139) | いっぱつ逆転!パンダ兄弟      | 中村修     | 大関雅幸   | 大関雅幸   | 新谷憲     | 西村朋紘                       | 6月26日       | 4.4%   |
| 60 (140) | さらば!パンダ兄弟            | 中村修     | 佐山聖子   | 佐山聖子   | 今沢恵子   | 日高のり子                     | 6月27日       | 3.9%   |

## 放送日時の変遷
| 期間                                    | 期間                                    | 放送時間（日本時間）                    | 放送時間（日本時間）                    | 放送時間（日本時間） |
| 期間                                    | 期間                                    | 平日                                    | 土曜                                    |                      |
| 母と子のテレビタイム（1990年 - 1999年） | 母と子のテレビタイム（1990年 - 1999年） | 母と子のテレビタイム（1990年 - 1999年） | 母と子のテレビタイム（1990年 - 1999年） |                      |
| --------------------------------------- | --------------------------------------- | --------------------------------------- | --------------------------------------- | -------------------- |
| 1996.08.05                              | 1997.04.04                              | 08:50 - 09:00                           | （放送なし）                            |                      |
| 1997.04.07                              | 1998.04.04                              | 17:25 - 17:35                           | 17:25 - 17:35                           |                      |
| 1998.04.06                              | 1998.10.02                              | 07:40 - 07:50                           | （放送なし）                            |                      |
| 1998.10.10                              | 1999.04.03                              | （放送なし）                            | 17:25 - 17:35                           |                      |
| あつまれ!わんパーク（1999年 - 2010年）  |                                         |                                         |                                         |                      |
| 2004.04.05                              | 2005.04.01                              | 07:10 - 07:20                           | （放送なし）                            |                      |

## 日本国外での放送
- 香港：TVB（『哈利動物園』のタイトルで放送。1998年2月26日放送開始）（広東語・日本語二ヶ国語放送）
- 台湾：CTV（『哈利動物園』のタイトルで放送。1998年放送開始）（中国語・日本語二ヶ国語放送）
  - 広東語版と中国語版の名前
    - ハーリー→哈利
    - リス子→松子
    - タクヤ→馬騮
    - アゲゾー→大鼻
    - ガブリーヌ→加波妮
    - ハリパパ→哈利爸爸
    - ハリママ→哈利媽媽
    - リス子パパ→松子爸爸
    - リス子ママ→松子媽媽
    - タクヤママ→馬騮媽媽
    - アゲパパ→大鼻爸爸
    - アゲママ→大鼻媽媽
    - ガブママ→加波妮媽媽
    - カメレオン先生→變色龍老师
    - シーラカンス校長→腔棘魚校長
    - ももさん→蝦先生
    - パンダ兄弟→熊猫兄弟
- 韓国：Daekyo Kids TV（旧吹き替え版）→MBCムービーズ（現：MBC every1）、JEI-TV、Tooniverse（新吹き替え版）（旧吹き替え版は『데굴데굴 꼬마도치』のタイトルで放送（オープニングテーマは「君色思い」のパチソン）。『はりもぐ大作戦』は『동물학교 대작전』のタイトルで発売。『はりもぐ全員集合!』は『동물학교 전원집합!』のタイトルで発売。新吹き替え版は『우당탕탕 두디두디』のタイトルで放送。旧吹き替え版は1998年7月13日放送開始。コミック版の韓国語版は2000年3月18日発売。新吹き替え版は2004年8月5日放送開始）
  - 韓国語版の名前
    - ハーリー→도치（旧吹き替え版） / 하리（コミック版） / 두디（新吹き替え版）
    - リス子→토리（旧吹き替え版） / 초롱이（新吹き替え版）
    - タクヤ→뭉치（旧吹き替え版） / 몽치（新吹き替え版）
    - アゲゾー→밤바（旧吹き替え版） / 코코（新吹き替え版）
    - ガブリーヌ→가브리누
    - ハリパパ→도치 아빠（旧吹き替え版） / 하리 아빠（コミック版） / 두디 아빠（新吹き替え版）
    - ハリママ→도치 엄마（旧吹き替え版） / 하리 엄마（コミック版） / 두디 엄마（新吹き替え版）
    - リス子パパ→토리 아빠（旧吹き替え版） / 초롱이 아빠（新吹き替え版）
    - リス子ママ→토리 엄마（旧吹き替え版） / 초롱이 엄마（新吹き替え版）
    - タクヤママ→뭉치 엄마（旧吹き替え版） / 몽치 엄마（新吹き替え版）
    - アゲパパ→밤바 아빠（旧吹き替え版） / 코코 아빠（新吹き替え版）
    - アゲママ→밤바 엄마（旧吹き替え版） / 코코 엄마（新吹き替え版）
    - ガブママ→가브리누 엄마
    - カメレオン先生→카멜레온 선생
    - シーラカンス校長→안다안다 교장선생님（アニメ版） / 실러캔슬 교장（コミック版）
    - ジョニー→타타（旧吹き替え版） / 타조 아저씨（新吹き替え版）
    - ももさん→가재 아저씨（旧吹き替え版） / 모모（新吹き替え版）※日系アメリカ人ではなく韓国系アメリカ人
    - ケラ助→땅키
    - パンダ兄弟→판다 형제
- スペイン：El 33、Canal Sur 1、Canal Sur 2、TV3、K3（現：Canal Super3）（『Harley Spiny』のタイトルで放送。1998年放送開始）（スペイン語・日本語二ヶ国語放送〈TV3とK3のみ〉）
  - スペイン語版の名前
    - ハーリー→Harley
    - リス子→Chippie
    - タクヤ→Mandy
    - アゲゾー→Dumpty
    - ガブリーヌ→Alice
    - ハリパパ→Papá de Harley
    - ハリママ→Mamá de Harley
    - リス子パパ→Papá de Chippie
    - リス子ママ→Mamá de Chippie
    - タクヤママ→Mamá de Mandy
    - アゲパパ→Papá de Dumpty
    - アゲママ→Mamá de Dumpty
    - ガブママ→Mamá de Alice
    - カメレオン先生→Sr. Asknott
    - シーラカンス校長→Sr. Coelacanth
    - ジョニー→Johnny
    - ももさん→Sr. McKraw
    - パンダ兄弟→Hermanos Panda
- イラン：イラン・イスラム共和国放送（『خارخاری و دوستان』のタイトルで放送）

## 関連作品

### ぬいぐるみ
タカラ（現：タカラトミー）より発売。
- ハーリー（M, S）
- リス子（M, S）
- タクヤ（M, S）
- アゲゾー（M, S）
- ガブリーヌ（M, S）

### アニメえほん
- ハーリーだいかつやく!（1996年8月23日発売）
- くいしんぼうのガブリーヌ（1996年8月23日発売）
- アゲゾーはねむいぞぉ（1996年9月25日発売）
- タクヤがいちばん!（1996年10月発売）
- ゆめみるリスコちゃん（1996年11月20日発売）
- パンダきょうだいがやってきた（1997年7月24日発売）
- みつけて!リスコちゃんのくつ（1997年7月24日発売）

### コミック版
- はりもぐ大作戦（1996年11月25日発売）
- はりもぐ全員集合!（1997年12月16日発売）

#### エピソード一覧
はりもぐ全員集合!
1. プロローグ
2. 避難訓練
3. 身体検査
4. 歯をみがこう!
5. 検便
6. そうじ・せんたく
7. 人間がいた!
8. 腹ペコ・ハーリー
9. 運動会

### ゲームブック
- キャンプであそぼう!（1996年12月16日発売）
- めいろにちょうせん!（1996年12月16日発売）
- びっくりだいぼうけん（1997年2月20日発売）